# Östliche Jin-Dynastie

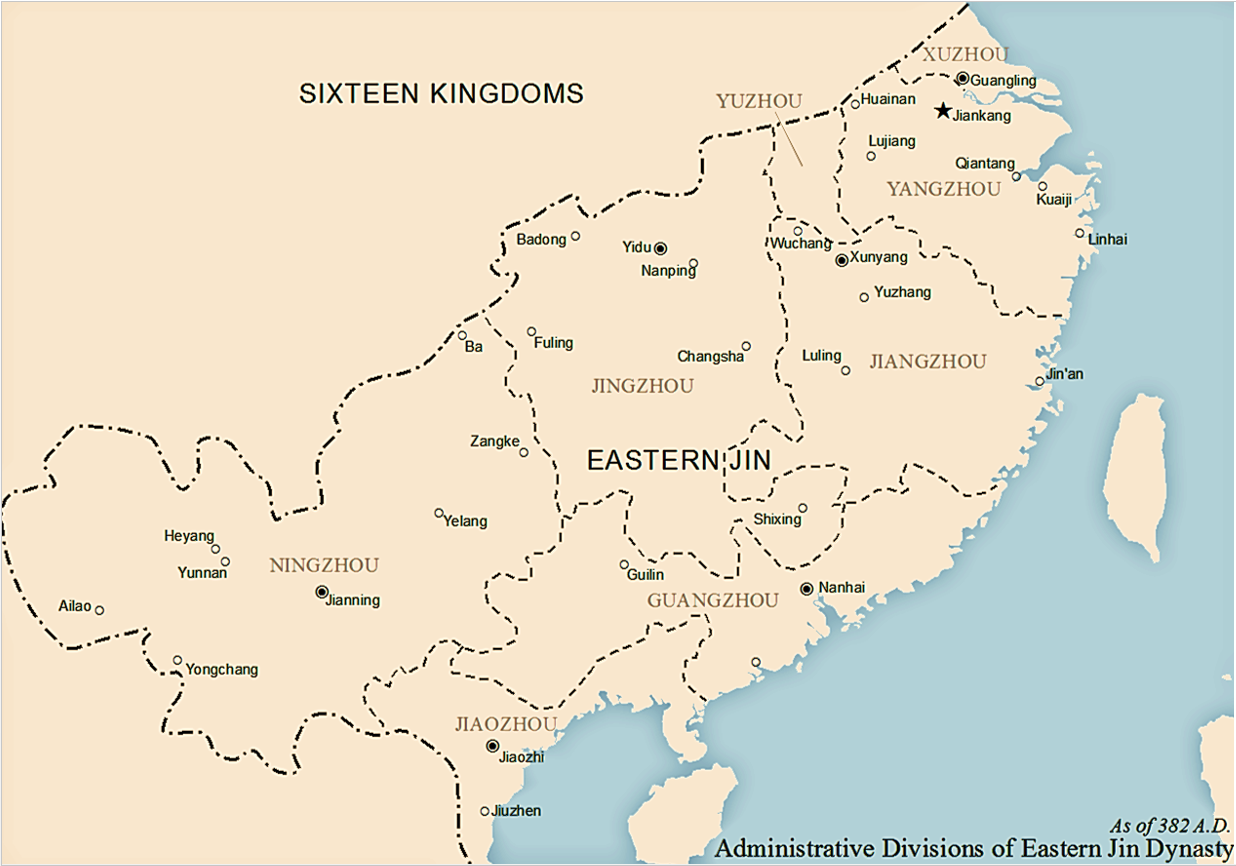
Östliche Jin-Dynastie im Jahr 382

Die Östliche Jin-Dynastie (chinesisch 東晉 / 东晋, Pinyin Dōngjìn) ist eine Kaiserdynastie in der chinesischen Geschichte. Sie wurde im Jahre 317 nach der Kapitulation des letzten Kaisers der Westlichen Jin-Dynastie von einem Verwandten des Jin-Kaiserhauses Sima Rui errichtet. Im Jahre 420 setzte ein General der Jin den letzten Jin-Kaiser ab, ließ sich selbst zum Kaiser aufrufen und errichtete damit die Frühere Song-Dynastie. Damit wurde die Östliche Jin-Dynastie beendet.
Die Hauptstadt der Östlichen Jin-Dynastie war das heutige Nanjing (damals wurde die Stadt Jiankang genannt). Das Territorium der Östlichen Jin-Dynastie war der mittlere und untere Lauf des Jangtsekiang. Gleichzeitig mit der Östlichen Jin-Dynastie gab es am mittleren und unteren Lauf des Gelben Flusses insgesamt 16 relativ kurzlebige, einander bekämpfende Staaten, deren Kaiser hauptsächlich von den nomadischen Völker aus Nord- oder Westchina abstammten. In der chinesischen Geschichte werden sie zusammen als die Sechzehn Reiche bezeichnet.
Die Östliche Jin-Dynastie überdauerte abgeschieden in Südchina (das damals noch als Randgebiet des chinesischen Reiches galt) insgesamt 104 Jahre, mit insgesamt 11 Kaisern. Am Ende wurde die Dynastie durch eine Serie innere Unruhen schwer erschüttert, wodurch ein Mitglied einer mächtigen Familie, auf die sich der Kaiser zuletzt stützte, die Gelegenheit nutzen konnte, den Kaiser zum Abdanken zu zwingen und somit die Jin-Dynastie zu beenden.

## Errichtung der Dynastie und die Spannung zwischen den mächtigen Familien
Als das Ende der Westlichen Jin-Dynastie bereits abzeichnete, begannen sich einige Mitglieder der Kaiserfamilie auf eine Verlegung der Hauptstadt vorzubereiten. Sima Rui war zu dieser Zeit zwar ein König, genoss jedoch kaum Ansehen unter der Kaiserfamilie und den restlichen mächtigen Familien der Zeit. Als jedoch im Jahre 311 der vorletzte Westliche Jin-Kaiser von den südlichen Xiongnu unter Liu Cong gefangen genommen wurde, wurde man sich des Ernstes der Lage bewusst. Sima Rui schritt zur Tat und bereitete aktiv Nanjing als Zufluchtsort für die Dynastie vor. Seine Bemühungen erlangten allmählich Anerkennung. Als 316 der letzte Westliche Jin-Kaiser fiel, wurde er bereits von fast allen großen Familien des Reiches unterstützt. Noch im selben Jahr nahm er den Titel des Königs von Jin an, und im nächsten Jahr ließ er sich als der neue Jin-Kaiser proklamieren.
Die Hauptstadt des neuen Jin-Reiches war Nanjing. Bis zu diesem Zeitpunkt galt das Gebiet südlich des Jangtsekiang noch als Randgebiet des Reiches. Die Verlegung der Hauptstadt nach Nanjing bedeutete für die Region eine beachtliche Aufwertung. Viele mächtige Familien zogen in die neue Hauptstadt. Die Besetzung durch die Hunnen und die darauf folgenden kriegerischen Wirren trieben auch viele Menschen der restlichen Bevölkerung in diese Region. Wie einst die Ansiedlung der Hunnen in Zentralchina, so bewirkte auch diese gewaltige Bevölkerungswanderung zweierlei: die wirtschaftliche und kulturelle Belebung der Region sowie Konflikte zwischen den Zuwanderern und Einheimischen. Vor allem die einheimische Bevölkerung, von den mächtigen Familien bis zu den einfachen Leuten, fühlte sich in allem benachteiligt. Selbst unter den Einwanderern entstanden Konflikte zwischen jenen, die schon vor der Errichtung der Östlichen Dynastie nach Süden eingewandert waren, und jenen, die erst nachgezogen waren.
Dazu kam, dass Sima Rui zuerst die Unterstützung der mächtigen Familien gebraucht hatte, um seine Macht zu sichern. Diese Abhängigkeit machte die Stellung des Kaisers besonders schwach. Die Auseinandersetzungen zwischen den großen Familien waren auch Auseinandersetzungen um die zentrale Macht. Die Konflikte arteten oft in bewaffnete Auseinandersetzungen aus. Besonders in der Anfangsphase der Dynastie war die Situation sehr schwierig und labil. Erst im Verlauf der 350er Jahre begann die Lage sich zu beruhigen.

## Die Nordfeldzüge
Eine Konstante in der Politik der Östlichen Jin-Dynastie war die Bemühung, Zentralchina zurückzuerobern. Bereits kurz nach der Errichtung der Dynastie begannen einigen Familien, sich für die Nordfeldzüge zu rüsten. Der erste dieser Feldzüge wurde bereits im Jahre 321 ausgeführt und konnte bescheidenen Erfolg verbuchen. Er musste jedoch abgebrochen werden, da die inneren Konflikte eine Fortsetzung des Feldzuges unmöglich machten. Bald darauf konnte Hanzhao die verlorenen Gebiete wieder zurückerobern. Zwischen 349 und 369 führte die Östliche Jin-Dynastie weitere fünf Feldzüge. Obwohl einige von ihnen anfangs vielversprechend verliefen und man sogar die alte Hauptstadt Luoyang erobern konnte, blieben sie letztendlich alle erfolglos.
Das Scheitern dieser Feldzüge hatte viele Gründe. Innere Konflikte hatten immer wieder Pläne auswärtiger militärischer Unternehmungen durchkreuzt. Viele dieser Feldzüge wurden von einzelnen Militärgouverneuren initiiert und verliefen unkoordiniert. Es gab immer wieder Probleme mit der Logistik und mit Nachschub. Das Misstrauen des Kaisers gegenüber seinen Feldherrn, die ihm zu mächtig wurden, erledigte den Rest.
Das relativ schwache Kaiserhaus und die starken einflussreichen Familienclans, gepaart mit sehr mächtigen Gouverneuren, die Militärmacht besaßen und auch die Eigeninitiative zu einem Feldzug ergreifen konnten, waren ein weiteres Problem der Östlichen Jin-Dynastie, das gegen Ende bedrohliche Ausmaße annahm. So wurden diese Lokalfürsten de facto unabhängig, während das Kaiserhaus nur noch direkte Kontrolle über acht Präfekten in der Nähe der Hauptstadt ausüben konnte.

## Die Schlacht am Feishui
Im Jahre 382 konnte der Kaiser der Früheren Qin Fu Jian (符堅 / 苻坚) große Teile Nordchinas vereinen und schickte sich an, die Östlichen Jin anzugreifen. Obwohl die Mehrheit seiner Berater dagegen war, ignorierte Fu ihre Warnungen. Im September 383 zog er von Chang’an los. Seine Armee umfasste 600.000 Fußsoldaten und 270.000 Reiter. Fu war fest davon überzeugt, dass der Süden seiner gewaltigen Armee nichts entgegenzusetzen hatte. Selbst den Titel des Jin-Kaisers nach dessen Kapitulation hatte er sich zugelegt. In der Tat konnte Jin lediglich 80.000 Mann für die Verteidigung aufbieten. Obwohl zahlenmäßig stark unterlegen, beschloss der General der Jin-Armee Xie Shi (謝石 / 谢石), die Initiative zu ergreifen. In einer Nacht-und-Nebel-Aktion konnte eine kleine Einheit der Jin mit 5000 Mann die zahlenmäßig dreimal überlegene Vorhut Fu Jians vernichten. Diese katastrophale Niederlage verunsicherte seine Armee zutiefst und machte seinem Gegner Mut. Schließlich trafen die Hauptstreitkräfte am Fluss Feishui in der heutigen Provinz Anhui aufeinander. Lediglich der Fluss trennte die Kontrahenten.
Die Jin-Armee bat Fu Jian, seine Truppen ein Stückchen vom Fluss abzuziehen, damit sie den Fluss überqueren könne, um die Entscheidungsschlacht zu schlagen. Fu Jian betrachtete dies als eine gute Gelegenheit, da er vorhatte, die Jin-Armee bereits anzugreifen, während sie den Fluss noch überquerte. Jedoch geschah der Rückzug unvorbereitet und ungeordnet, so dass die Schlachtordnung Fu Jians selbst ins Wanken geriet. Währenddessen schrien die Soldaten, die zuvor während Fu Jians Vorstoß nach Süden vor seiner Streitmacht kapituliert hatten und danach in seine Armee integriert worden waren, dass die Schlacht verloren sei. Das Rückzugschaos verwandelte sich in Panik. Fu Jians  riesige Armee war bereits geschlagen, bevor es zu einem richtigen Feindkontakt kam. Währenddessen setzte die Vorhut der Jin-Armee mit 8000 Mann über den Fluss und erstürmte das Feld. Fu Jian wurde von seiner Leibgarde getrennt und von einem Pfeil getroffen. Als er nördlich des Huai-Flusses seine Restarmee sammeln konnte, blieben ihm nur noch 10.000 Mann übrig. Er starb zwei Jahre später. Die Frühere Qin-Dynastie war am Ende.
Die Schlacht am Feishui gilt als eine der wichtigsten Schlachten in der chinesischen Geschichte und als ein Beispiel dafür, dass eine zahlenmäßig weit unterlegene Armee einen vermeintlich viel stärkeren Gegner schlagen kann. Zudem besiegelte sie die Teilung Chinas in ein Nord- und ein Südreich für weitere 200 Jahre.

## Der Untergang der Östlichen Jin-Dynastie
Nach der erfolgreichen Abwehr gegen die Bedrohung aus dem Norden verfiel die Jin-Dynastie wieder in ihre gewohnte innere Unruhe. Der erfolgreiche Minister Xie An (謝安 / 谢安), dessen Bruder die Armee in der Schlacht am Feishui befehligt hatte, wurde vom Kaiser verdächtigt und in Verbannung geschickt. Die Machtkämpfe zwischen verschiedenen Blöcken und Familien arteten in Bürgerkriege aus. Verschiedene Lokalfürsten hatten sich de facto von der Zentralregierung abgesetzt und waren nur noch nominell der Zentralregierung hörig. Selbst die Steuereinnahmen in ihren Gebieten wurden nicht mehr an die Zentralregierung weitergereicht, so dass letztendlich die gesamten Staatsausgaben auf Einnahmen von insgesamt nur acht Präfekturen fußten, die den heutigen Provinzen Jiangsu südlich des Yantsekiang und Zhejiang entsprachen. Die Steuer- und die Fronarbeitslast für die Bevölkerung waren enorm. Es gab Berichte aus der Zeit, wonach sich Menschen selbst verstümmelten, um sich von der Fronarbeit befreien zu lassen.
Im Frühjahr 402 rebellierte einer dieser Präfekten und besetzte die Hauptstadt. Er ließ sich zum Kaiser von Chu ausrufen. Ein bis zwei Jahre später konnte er von einem anderen Präfekten Liu Yu (刘裕) geschlagen werden. Liu ließ das Jin-Kaiserhaus wiedererrichten, kontrollierte jedoch selbst die gesamte Regierung und den Kaiser selbst. Schließlich im Jahre 420 sah Liu seine Regierung genügend gefestigt. Er ließ den letzten Jin-Kaiser absetzen und sich selbst zum Kaiser der Früheren Song-Dynastie ausrufen.